# Cantone di Laguiole
Il Cantone di Laguiole era una divisione amministrativa dell'arrondissement di Rodez.
A seguito della riforma approvata con decreto del 21 febbraio 2014, che ha avuto attuazione dopo le elezioni dipartimentali del 2015, è stato soppresso.

## Composizione
Comprendeva i comuni di:
- Cassuéjouls
- Curières
- Laguiole
- Montpeyroux
- Soulages-Bonneval